# Теорема Пуассона
Теорема Пуассона (предельная теорема Пуассона) — утверждение теории вероятностей о сходимости распределений сумм независимых случайных величин в схеме Бернулли к распределению Пуассона. Установлена Пуассоном в 1837 году.
В общей формулировке для последовательности серий независимых испытаний {\displaystyle \{X_{nj}\}_{j=1}^{n}} с вероятностями наступления событий:
{\displaystyle p_{nj}=\mathrm {P} \{X_{nj}=1\}=1-P\{X_{nj}=0\}}
такими, что при больших {\displaystyle n} они в пределе стремятся к нулю:
{\displaystyle \lim _{n\to \infty }\max _{1\leqslant j\leqslant n}p_{nj}=0},
при этом в сумме в серии конечны и отличны от нуля:
{\displaystyle 0<\lambda =\lim _{n\to \infty }\sum _{j=1}^{n}p_{nj}<\infty },
для событий {\displaystyle S_{n}=X_{n1}+\dots +X_{nn}} предельное утверждение теоремы для всех {\displaystyle k=0,1,\dots }:
{\displaystyle \lim _{n\to \infty }\mathrm {P} \{S_{n}=k\}=e^{-\lambda }{\frac {\lambda ^{k}}{k!}}}.
Широко распространена интерпретация результата как закона малых чисел (Борткевич, 1908) или как теоремы о редких событиях для схемы Бернулли: при малой вероятности {\displaystyle p} наступления каждого из событий по мере роста количества испытаний {\displaystyle n} вероятности того, что событие наступило {\displaystyle k} раз, приближаются к:
{\displaystyle {\frac {(np)^{k}}{k!}}e^{-np}}.
Вместе с теоремой Муавра — Лапласа теорема Пуассона даёт характеристику асимптотического поведения биномиального распределения.
Неравенство Ле Кама: скорость сходимости (в общей формулировке) может быть оценена:
{\displaystyle {\Big |}\mathrm {P} \{S_{n}=k\}-\exp {\big (}{-\sum _{j=1}^{n}p_{nj}}{\big )}{\frac {(\sum _{j=1}^{n}p_{nj})^{k}}{k!}}{\Big |}\leqslant 2\cdot \sum _{j=1}^{n}p_{nj}^{2}};
например, при {\displaystyle p_{n1}=\dots =p_{nn}=\lambda /n} оценка ошибки — {\displaystyle ^{2\lambda ^{2}}\!/_{n}}, которая уменьшается по мере роста {\displaystyle n}.
Обобщения результата развивались по двум направлениям — уточнения, основанные на асимптотических разложениях, и нахождение более общих условий сходимости сумм независимых случайных величин к распределению Пуассона.